# Alfred Hoche
Alfred Hoche (Wildenhain, 1º agosto 1865 – Baden-Baden, 16 maggio 1943) è stato uno psichiatra tedesco.
Fu famoso per i suoi scritti sull'eugenetica e eutanasia. Era nipote della scrittrice femminista Louise Hoche.

## Biografia
Hoche studiò a Berlino e a Heidelberg; iniziò il lavoro di psichiatra nel 1890. Nel 1891 si trasferì a Strasburgo. Dal 1902 fu professore a Friburgo in Brisgovia e direttore della locale clinica psichiatrica.
Fu uno dei maggiori oppositori alla teoria della psicoanalisi di Sigmund Freud.
La parte di lavoro che Hoche fece sul sistema di classificazione delle malattie mentali ebbe gran influenza nella Germania nazista.
Egli pubblicò anche poesie con lo pseudonimo di Alfred Erich.
Insieme a Karl Binding, nel loro Die Freigabe der Vernichtung lebensunwerten Lebens (Il permesso di annientare vite indegne di vita) pubblicato nel 1920, sostenevano l'esistenza ed il diritto all'uccisione di «persone mentalmente morte», «gusci vuoti di esseri umani»: diedero così un impulso radicale al movimento eugenetico tedesco che si andava sviluppando in quel periodo.

## Pubblicazioni ed ideologia
Allowing the destruction of life unworthy of living (Il permesso di annientare vite indegne di vita).
In questo libro Hoche enuncia la necessità di uccidere i malati di mente e soprattutto, dichiarandoli "mentalmente o intellettualmente morti", di poterlo fare prima della nascita o nella prima infanzia.
Hoche presenta la sua tesi ricordando ai lettori che nella società attuale (la Germania degli anni venti) le morti causate dai medici sono, almeno in alcuni casi, date per scontate. Egli ricorda i rischi che i pazienti corrono nel corso di un intervento chirurgico oppure la scelta del medico di uccidere un bambino durante il parto per salvare la vita alla madre. Egli mette in risalto che nessuna di queste uccisioni è in realtà legale e anche se un medico non ha la certezza di non essere perseguito dalla legge nondimeno la società le accetta.
Hoche riprende il concetto di eutanasia espresso da Binding, affermando che se l'uccisione di una persona può condurre alla salvezza di altre vite questo è da considerarsi una forma di utilitarismo giustificabile. Hoche afferma che l'uccisione di pazienti che non abbiano alcun valore per la società e per loro stessi deve essere permessa.
In Die Freigabe der Vernichtung lebensunwerten Lebens Binding crea una distinzione tra coloro che reputa «mentalmente morti» dividendoli in due gruppi: coloro che soffrono di una malattia incurabile o sono feriti mortalmente e coloro che sono «idioti inguaribili». Hoche afferma di non essere in grado di definire una regola assoluta per coloro che appartengono al primo gruppo - i malati incurabili - perché essi non hanno ancora completamente «perso il loro valore di vita oggettivo e soggettivo».
Soffermandosi sul secondo gruppo - gli «idioti inguaribili» - Hoche propone un'ulteriore suddivisione alle categorie già proposte da Binding. Egli opera una divisione tra coloro che diventano «idioti» dopo «essere stati mentalmente normali o almeno mediocri per un periodo della loro vita» (affetti, ad esempio, da demenza precoce o paralitica) e coloro che nascono già in questa condizione o che ne vengono colpiti nei primissimi anni di vita. Hoche sostiene che chiunque sia «idiota» dalla nascita non può aver mai sviluppato delle relazioni emotive con il suo ambiente o la famiglia mentre una persona vissuta normalmente per la maggior parte della sua vita ha questa possibilità. Ciò potrebbe permettere a questi ultimi di mostrare gratitudine ed affetto in correlazione al ricordo che possono avere di questi sentimenti avendoli in precedenza sperimentati. In entrambi i casi Hoche conclude che l'eventuale eutanasia debba essere considerata e ponderata con attenzione ma la loro morte non può essere comunque considerata alla stregua di quella di un normale essere umano.
Hoche afferma che i «mentalmente morti» sono facili da identificare perché non sono dotati di immaginazione, sentimenti, desideri o determinazione. Essi non hanno alcuna possibilità di sviluppare una Weltanschauung («visione del mondo») e non hanno relazioni con l'ambiente che li circonda. Non hanno nessuna pretesa soggettiva alla vita e i loro sentimenti sono semplicemente quelli elementari che possono ritrovarsi in natura, propri delle specie meno evolute.
Utilizzando una cruda terminologia dal tono sempre più nazionalistico Hoche critica l'«attività moderna» che vuole «mantenere vivo il più debole» bloccando così il «dovere germanico» di «prevenire almeno la procreazione degli elementi mentalmente morti». Hoche, in un crescendo di fervore eugenetico, parla di «elementi di scarso valore», «deboli» ed «esistenze che zavorrano» lo Stato.
Hoche, in conclusione, parla dei disabili come una zavorra per la nazione e propone una soluzione di «eutanasia» per motivi puramente finanziari. Calcolando il «carico finanziario e morale» sull'ambiente familiare del disabile, sulle strutture sanitarie e sullo Stato, Hoche dichiara che coloro sono «mentalmente morti» (e quindi «inutili») gravano nello stesso tempo in maniera pesante sul bilancio dello Stato che potrebbe essere meglio utilizzato per migliorare le condizioni degli altri cittadini.
Tornando alla terminologia medica Hoche dice che «ogni organismo come, ad esempio, il corpo umano - come ogni medico sa - nell'interesse del suo complessivo, cede o scarta le parti che diventano senza valore o possono danneggiarlo». In questo caso i malati mentali sono coloro che sono senza valore e devono di conseguenza essere scartati.
Hoche crede che le sue idee saranno accettate solo dopo «un cambiamento delle coscienze, la realizzazione della banalità dell'esistenza di una persona rapportata ad un'interezza[...], l'assoluto dovere di unire insieme tutte le energie disponibili nel sentire di appartenere ad un'impresa più grande».